# Strychnos nux-vomica
La noce vomica o albero della stricnina (Strychnos nux-vomica L., 1753) è un albero della famiglia delle Loganiacee, diffuso nel subcontinente indiano e nel sud-est asiatico.

## Descrizione

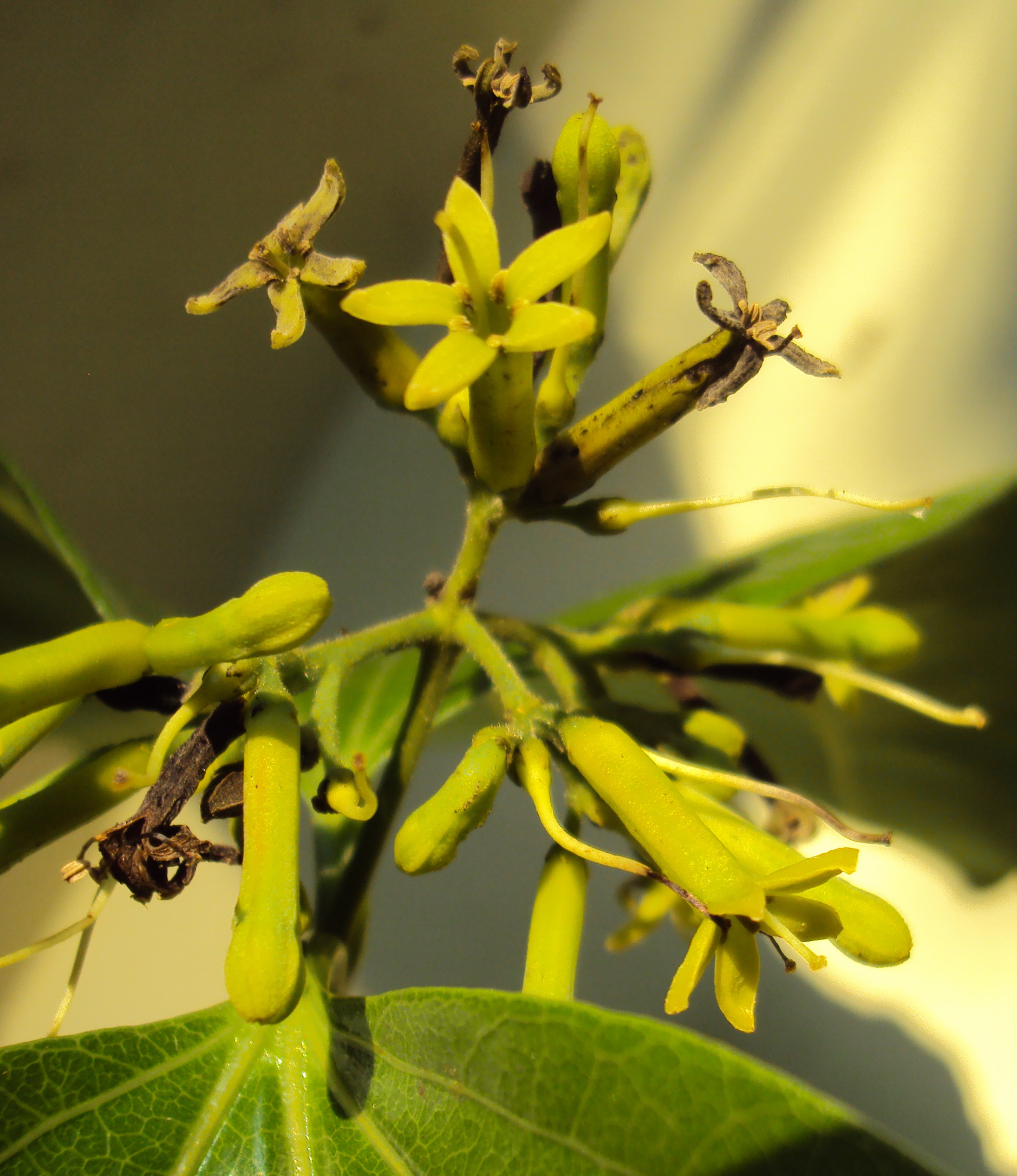
Fiori di S. nux-vomica

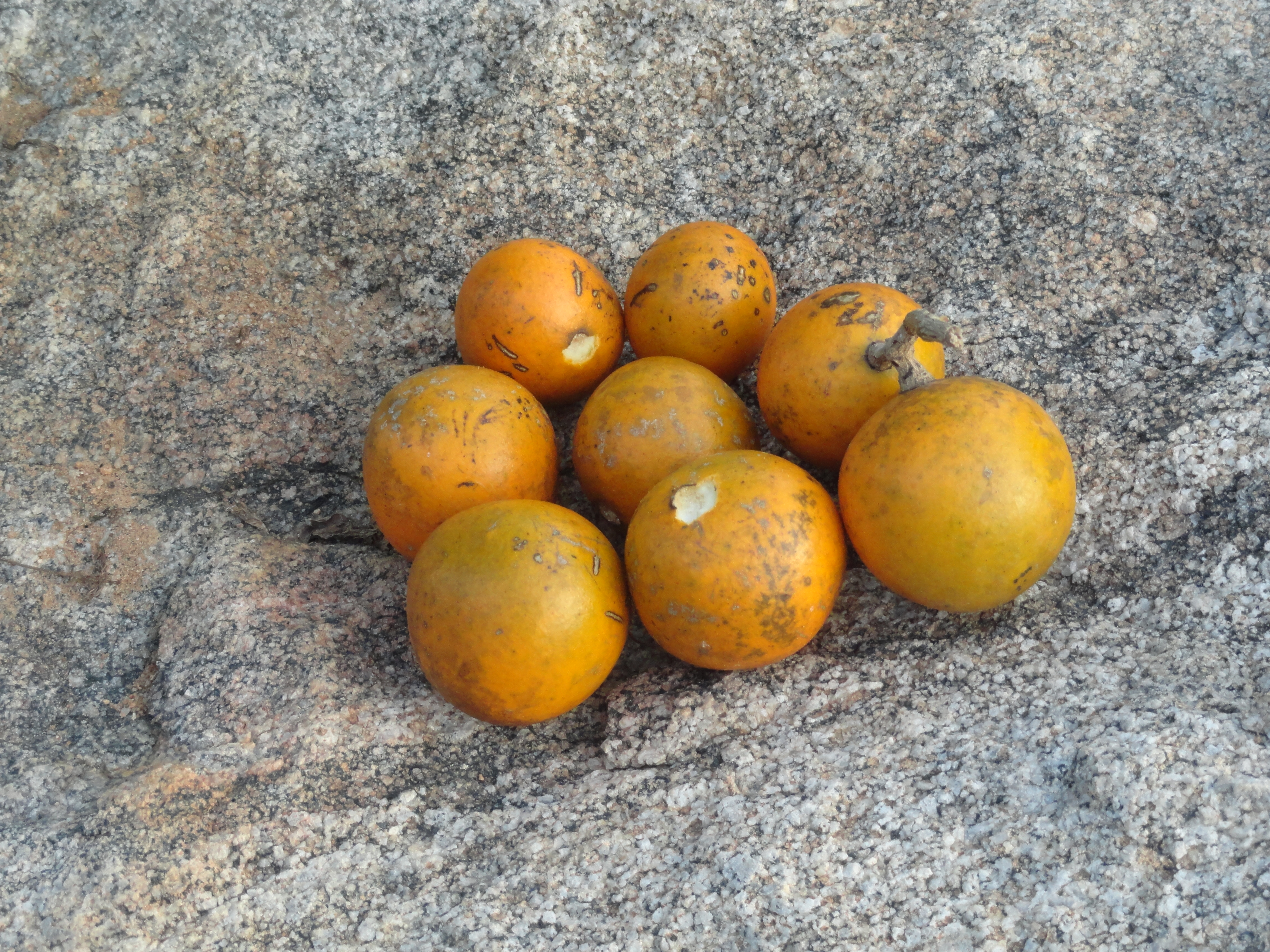
Frutti di S. nux-vomica

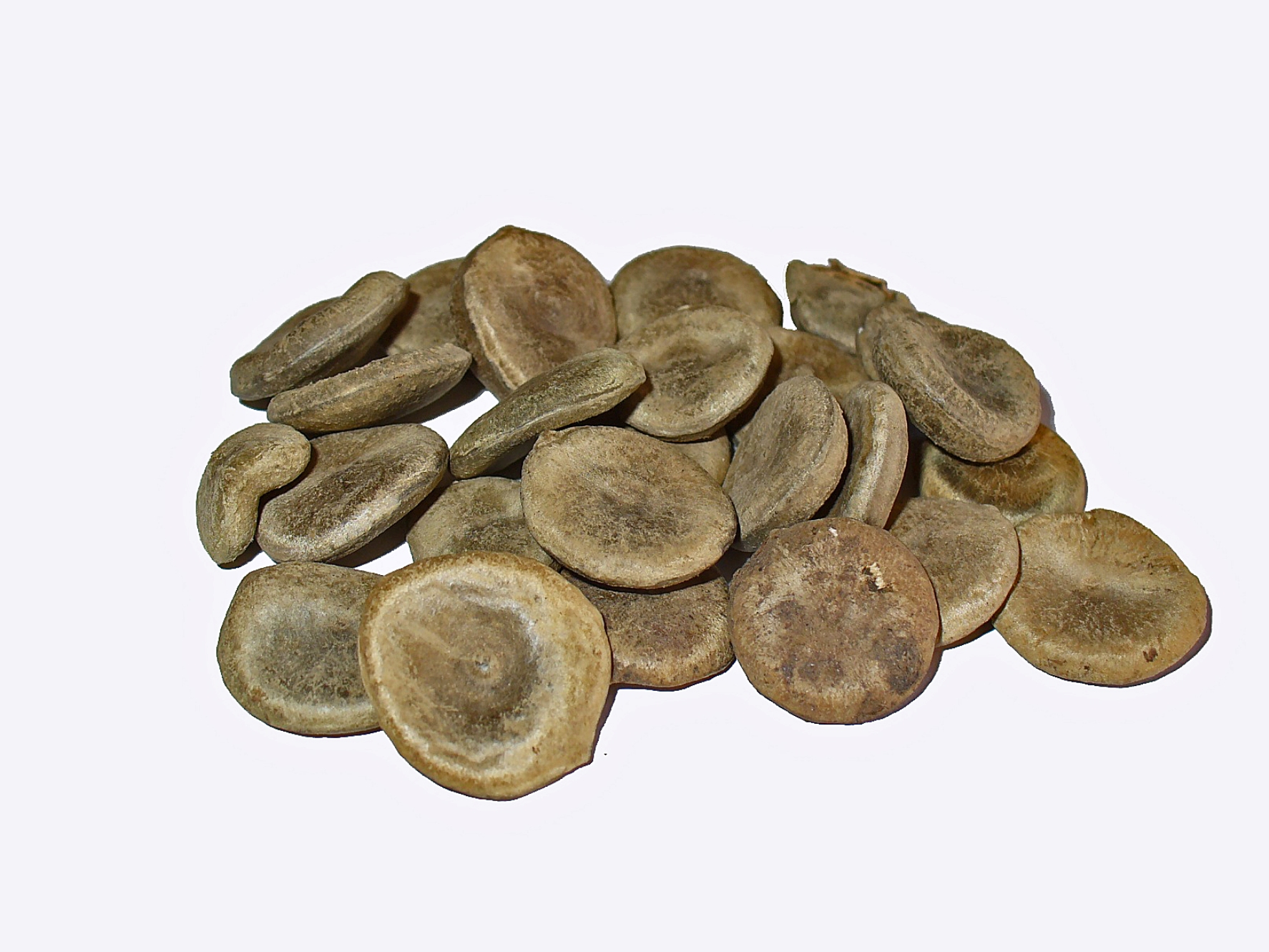
Semi di S. nux-vomica

Strychnos nux-vomica è un albero di medie dimensioni con un'altezza potenziale di 20 m. Il suo tronco è corto e spesso. Il legno è denso, duro, bianco e a grana fine. I rami sono irregolari e ricoperti da una corteccia liscia color cenere. I giovani germogli sono di colore verde intenso con una patina lucida. 
Le foglie hanno una disposizione decussata opposta (ogni coppia di foglie opposte sono disposte ad angolo retto rispetto alla coppia successiva lungo lo stelo), sono corte e di forma ovale, hanno una patina lucida e sono lisce su entrambi i lati. Le foglie sono lunghe circa 1o cm e larghe 7,5 cm. 
I fiori sono piccoli, di colore verde chiaro e a forma di imbuto. Fioriscono nella stagione fredda ed hanno un odore sgradevole. 
I frutti hanno all'incirca le dimensioni di una grossa mela, hanno un guscio liscio e duro e, una volta maturi, assumono una leggera colorazione arancione. La polpa del frutto è morbida e bianca, con una polpa gelatinosa che contiene cinque semi ricoperti da una sostanza morbida e lanosa.
I semi hanno la forma di un disco appiattito completamente ricoperto di peli che si irradiano dal centro ai lati. Ciò conferisce ai semi una lucentezza molto caratteristica. I semi sono molto duri, con un endosperma corneo grigio scuro in cui è ospitato il piccolo embrione che non emana odore ma possiede un sapore molto amaro.

## Distribuzione e habitat
S. nux-vomica cresce in climi tropicali e umidi ed è originaria del Sud-est asiatico e del subcontinente indiano (Bangladesh, Cambogia, India, Laos, Malaysia, Myanmar, Sri Lanka, Thailandia, Vietnam).

## Usi e tossicità
S. nux-vomica è una delle principali fonti di alcaloidi altamente velenosi e intensamente amari, la stricnina e la brucina, derivati dai semi. Questi contengono circa l'1,5% di stricnina, mentre i fiori secchi ne contengono l'1,0%.
I semi contenenti stricnina venivano utilizzati come veleno per frecce. L'uso della stricnina è severamente regolamentato in molti paesi e viene utilizzata principalmente nelle esche per uccidere i mammiferi selvatici. La maggior parte degli avvelenamenti accidentali è causata dall'inalazione della polvere o dall'assorbimento attraverso la pelle.